# Jennifer Russell (médecin)
Pour les articles homonymes, voir Russell.
Jennifer Wylie-Russell est une médecin canadienne qui a servi de 2015 à 2023 en tant que médecin-hygiéniste en chef du Nouveau-Brunswick. Elle est à l'avant-scène des mesures d'urgence mises en place dans cette province pour contrôler la pandémie de Covid-19.

## Biographie
Russell a grandi à Bathurst (Nouveau-Brunswick). Elle a fréquenté une école de langue française de la maternelle à la 8e année. Bien que ses parents soient tous deux anglophones, son père est un anglophone du Québec qui a appris le français à l'âge adulte et sa mère a des racines acadiennes.
Elle a développé très tôt un intérêt pour la médecine, son frère Jamie étant atteint du diabète de type 1 et est devenu paraplégique à l'âge de 17 ans, à la suite d'un accident de voiture. Son amour de la musique l'a cependant amenée à s'inscrire au baccalauréat en Arts à l'Université Dalhousie, en Nouvelle-Écosse. Elle a étudié en Sciences à l'Université du Nouveau-Brunswick et la médecine à l'Université Memorial de Terre-Neuve. Elle est retournée à Dalhousie pour sa résidence en médecine,.
Elle s'est enrôlée dans les Forces armées canadiennes lors de ses études en médecine, profitant d'un programme de formation des médecins militaires. Elle a servi comme médecin-chef du Centre des Services de santé des Forces canadiennes à Ottawa pendant la moitié de sa carrière de dix ans dans les Forces, développant des spécialités en médecine préventive et en vaccination. Ses années dans les Forces l'ont également amenée à la Base des Forces canadiennes Gagetown ette elle a été brièvement déployée à Dubai dans le cadre de la mission canadienne en Afghanistan,,,.
Après sa carrière militaire, elle a travaillé brièvement à Anciens Combattants Canada, puis en médecine familiale et en santé mentale à Fredericton, incluant un séjour de six ans aux Services de traitement des dépendances et de santé mentale de Fredericton,.
Elle a été embauchée comme médecin-hygiéniste en chef adjoint au mois d'août 2014. Elle a été nommée médecin-hygiéniste en chef au mois de novembre 2015,. Elle démissionne en octobre 2023 pour quitter son poste le 8 décembre 2023.

## Pandémie de Covid-19
Russell est devenue une personnalité publique pour les citoyens du Nouveau-Brunswick lors de la pandémie de Covid-19 en 2020. Elle a participé à de nombreuses conférences de presse, expliquant la progression de l'épidémie et les mesures mises en place par le gouvernement pour l'enrayer.
En plus de diffuser de l'information sur le virus, Russell a fréquemment suggéré aux Néo-Brunswickois des façons de prendre soin de leur santé mentale pendant la période de confinement,. Elle a demandé à la population de mettre en veilleuse des traditions telles les fêtes de Pâques en famille et de maintenir la discipline nécessaire pour limiter la propagation du virus, même si le Nouveau-Brunswick s'en sortait mieux que certaines juridictions adjacentes. Elle a mené ou participé à diverses initiatives visant à informer la population, par exemple une vidéo où elle explique aux enfants le concept de distanciation physique.
Russell utilise pleinement ses compétences linguistiques, répondant à des questions en français pour transmettre l'information directement à la population acadienne de la province.
L'Acadie Nouvelle la choisit comme personnalité de l'année 2020.

## Musique
Russell est une auteur-compositeur-interprète de musique swing et gospel. Elle détient un baccalauréat en Arts (musique) de l'Université Dalhousie, avec une concentration sur le piano et le saxophone. Elle a joué et chanté avec plusieurs groupes au cours de ses études: des ensembles de concert, un quatuor de saxophone, un groupe de musique celtique, un groupe de jazz avec d'autres étudiants en médecine et le Nova Scotia Wind Ensemble. Discutant de ses divers projets artistiques, elle dit en 2017: "La musique est mon oxygène, j'ai besoin de musique dans ma vie,."
En 2008, Russell a été mise en nomination conjointement avec Danny Crain, pour un prix national de musique religieuse, dans la catégorie chanson folk de l'année,.
Son album de musique swing, Double Kiss, a été produit en 2014,.

## Vie personnelle
Russell a marié un médecin des Forces canadiennes et a deux enfants, Zachary et Olivia. Ses parents habitent toujours la région de Bathurst,.